# Vasile G. Morțun

Vasile G. Morţun.

Vasile G. Morțun (n. 30 noiembrie 1860, orașul Roman – d. 30 iulie 1919, comuna Broșteni, județul Neamț) a fost un publicist, colecționar de artă și om politic român. El a devenit primul deputat socialist în Parlamentul României în 1888, trecând apoi în anul 1899 la liberali, cu "gruparea socialiștilor generoși". A avut funcții de ministru în guvernele liberale ale lui Dimitrie A. Sturdza și Ion I.C. Brătianu.

## Biografie
Vasile G. Morțun s-a născut la data de 30 noiembrie 1860, în orașul Roman (astăzi în județul Neamț), într-o familie de oameni bogați (tatăl se numea Iordache și mama Ecaterina), urmașă al unei vechi familii din Moldova. A urmat studii liceale la Institutul Academic din Iași, unde, în anul 1875, l-a avut profesor de limba germană pe Mihai Eminescu, și apoi la Colegiul Sainte-Barbe din Paris.
A frecventat ulterior cursuri de artă dramatică la Paris și cursurile Facultății de Litere și Filosofie la Bruxelles, activând în paralel ca gazetar și militant socialist. S-a căsătorit civil și religios la 27 februarie 1883 cu Cornelia Morțun, la Roman, iar în luna aprilie au plecat împreună la Bruxelles.
S-a întors în România în anul 1884 fără a avea vreo diplomă universitară, dar cu un renume de militant socialist, datorat faptului că se numărase printre fondatorii Cercului socialist român din Paris, care a editat revista "Dacia viitoare" (1883). Inițial s-a stabilit la București, dar s-a mutat la scurtă vreme în Iași, unde în 1885, a preluat direcția literară a "Contemporanului". Odată cu venirea sa la Iași, mișcarea socialistă de acolo și-a intensificat activitatea, Morțun remarcându-se prin articolele scrise, prin analiza vieții parlamentare, prin sprijinirea cu bani a presei socialiste din acel timp. A înființat și condus gazetele socialiste Revista socială (1884—1887), Muncitorul (1887—1888), Ciocoiul (1889), Înainte (1891). De asemenea, a colaborat la numeroase ziare și reviste din epocă cu articole, versuri și proză.
În anul 1887, opoziția conservatoare a organizat o manifestație ostilă Regelui Carol I, Vasile Morțun împreună cu toți socialiștii ieșeni, au apelat la toți partizanii lor din mahalale (în special din Tătărași și Nicolina), în frunte cu studenții socialiști, organizând o contramanifestație și explicându-și această linie printr-un manifest . În anul 1888, Vasile G. Morțun a devenit primul deputat socialist în Parlamentul României, fiind reales și la alegerile următoare în Colegiul al II-lea Roman (1891, 1895). În calitate de deputat socialist, el a susținut prin mesajele sale propunerea privind votul universal.
Încă din anul 1895, conduce "gruparea generoșilor" care a început să militeze pentru trecerea la Partidul Național Liberal, dânsu-și seama că prin Partidul Socialist nu-și poate rezolva revendicările. Acest lucru s-a întâmplat abia peste cinci ani, la 9 februarie 1899, când generoșii au părăsit mișcarea socialistă, serbându-se acest eveniment printr-un banchet dat de foștii socialiști și de alți tineri, care până atunci nu făcuseră politică. Deși a fost dezavuat de către ceilalți socialiști pentru această mutare politică, treptat și alții dintre cei rămași i-au dat dreptate (cum este cazul deputatului socialist Ioan Nădejde care a trecut și el la liberali în 1903), dându-și seama că mișcarea socialistă începuse să devină o mișcare anarhică.
Ca urmare a acestei mutări, Morțun a ajuns să îndeplinească cele mai înalte demnități și funcții ale statului. În anul 1901, V.G.Morțun este ales ca deputat de Roman, la Colegiul al II-lea, devenind în 1902 vicepreședinte al Camerei Deputaților. Până la sfârșitul vieții va fi ales ca deputat și senator. În perioada 12 martie 1907 - 28 decembrie 1910, a îndeplinit funcția de ministru al Lucrărilor Publice, realizând în această calitate reforma legii drumurilor, reorganizarea căilor ferate, îmbunătățirea navigației fluviale și maritime. A apelat la prietenul său, Ioan Nădejde, pe care l-a trimis în Germania, Franța și Elveția pentru a studia modul de organizare a serviciului de odihnă și cazare a muncitorilor din calea ferată (la Dresda) și a aduce de la Berna legiuirile ce s-au făcut în toată lumea pentru asigurarea muncitorilor.
În calitate de liberal, el a făcut începând din 1912 demersuri pentru a aduce în rândurile Partidului Liberal muncitorii industriali, initiațivă ce a dat bune roade. În anul 1913, omul politic V.G. Morțun s-a înrolat ca voluntar în Regimentul 14 de la Roman și a participat la Campania Armatei Române din Bulgaria în timpul Războiului Balcanic. A fost avansat pe câmpul de luptă la gradul de sergent de către Regele Carol I.
În perioada 4 ianuarie 1914 - 10 decembrie 1916, Vasile G. Morțun a îndeplinit funcția de ministru de Interne. În această calitate, a participat la Consiliile de Coroană din 21 iulie 1914 (când s-a declarat neutralitatea României) și 14 august 1916 (când România a declarat război Puterilor Centrale). În anul 1916, a fost ales președinte al Camerei Deputaților, care se refugiase la Iași împreună cu regele Ferdinand I și guvernul. El a prezidat Adunarea Constituantă care a realizat cele două reforme pentru care a lucrat o viață, votul universal și noua lege agrară.
Vasile Morțun a devenit o figură marcantă și în lumea artistică a vremii sale. El s-a remarcat ca unul dintre puținii animatori ai mișcării cultural-artistice din România secolului al XIX-lea. A alcătuit o primă ediție a scrierilor lui Mihai Eminescu, intitulată Proză și versuri (1890) și a pregătit întâia ediție a operei lui Ion Creangă (Amintiri din copilărie și anecdote, în 1882). Ca scriitor, a publicat versuri, proză, piese de teatru și traduceri. Dintre lucrările dramatice scrise de Vasile Morțun, menționăm: Zulnia Hâncu (1891) și Ștefan Hudici (1891), ambele jucate pe scena Teatrului Național din Iași.
De asemenea, a fost un pasionat colecționar de artă. A avut în colecție tablouri de Nicolae Grigorescu, Ștefan Luchian, Theodor Aman, Ion Andreescu, C.D. Rosenthal, C.M. Tătărăscu, C.I.Stăncescu, C.D.Mirea etc. Intenționa să construiască un muzeu pentru colecția sa, dar începerea războiului a trimis în Rusia cele mai valoroase tablouri, odată cu tezaurul țării, și acestea nu s-au mai întors niciodată.
Vasile G. Morțun a murit la 30 iulie 1919, la moșia sa din satul Broșteni, comuna Bahna (astăzi în județul Neamț), fiind înmormântat în cavoul familiei. La înmormântarea sa au participat miniștrii Alexandru Constantinescu, Ion Gh. Duca, Dumitru Buzdugan, George G. Mârzescu, aghiotantul regal Ion Țenescu (din partea Regelui Ferdinand), oficialități din aproape toate județele țării, precum și țărani din județele Roman și Iași.

## Citate
„El este aproape singurul din țara noastră, din clasa lui, care a plătit țărănimii ceea ce clasa sa a stors veacuri de la țărănime. Oricum ar fi privită activitatea sa de mai dincoace, să nu se uite că acest fecior de boier și-a dat anii cei mai frumoși și o bună parte din averea lui idealului!... Morțun a făcut un stagiu de 20 de ani în idealism și nu ca diletant al idealului, ci ca muncitor neadormit .”—Garabet Ibrăileanu
„Morțun a făcut parte din acea pleiadă de tineri, care, seduși de vraja idealului socialist și-au pus la răspântie hotărâtoare a vieții lor chinuitoarea întrebare: dacă într-o țară lipsită aproape de proletariatul industrial, dar cu o numeroasă țărănime oropsită, cel mai bun mijloc de a sluji cauza poporului e să stărui în urmărirea unor scopuri ce nu pot fi atinse sau să te mulțumești cu posibilitățile de realizare imediată. V.G. Morțun ca și alții au crezut că vor duce mai mari, mai adevărate foloase, îndeosebi țărănimii, sacrificând idealurile unui viitor îndepărtat îmbunătățirii neîntârziate a vremurilor de astăzi .”—Ion Gh. Duca

## Viziune politică
Vasile G. Morțun - editor al lui Eminescu, fost deputat socialist și ministru de interne liberal; răspuns la un interviu din 1918: „Peste zeci de ani se va întemeia în Europa o Ligă a Națiunilor, sub forma unei uniuni de state la fel cu aceea a Statelor Unite sau poate numai sub forma unei uniuni vamale, care să apere împotriva concurenței Americii și a Asiei”.

## Galerie

Caricaturi de Nicolae S. Petrescu-Găină
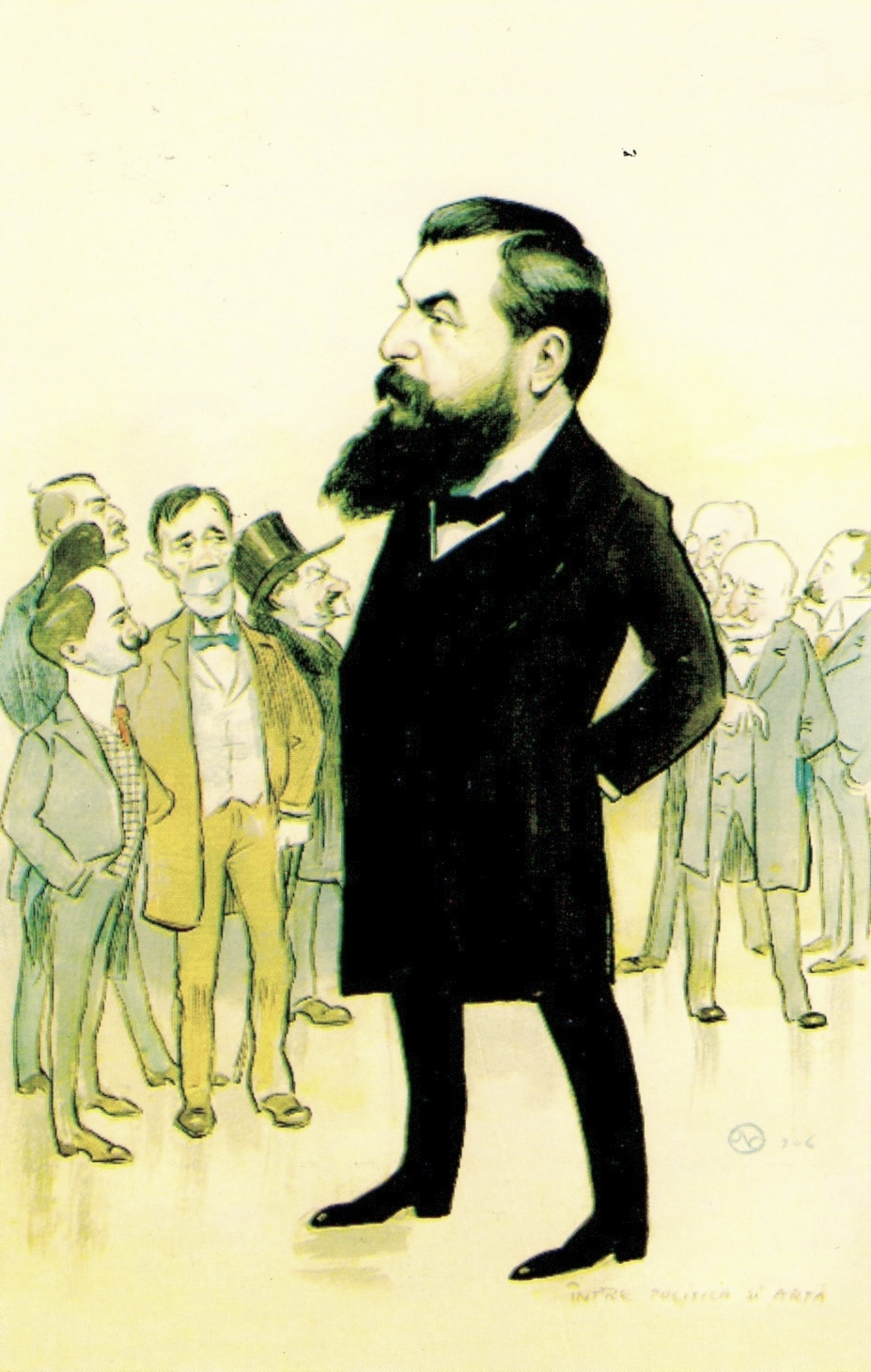
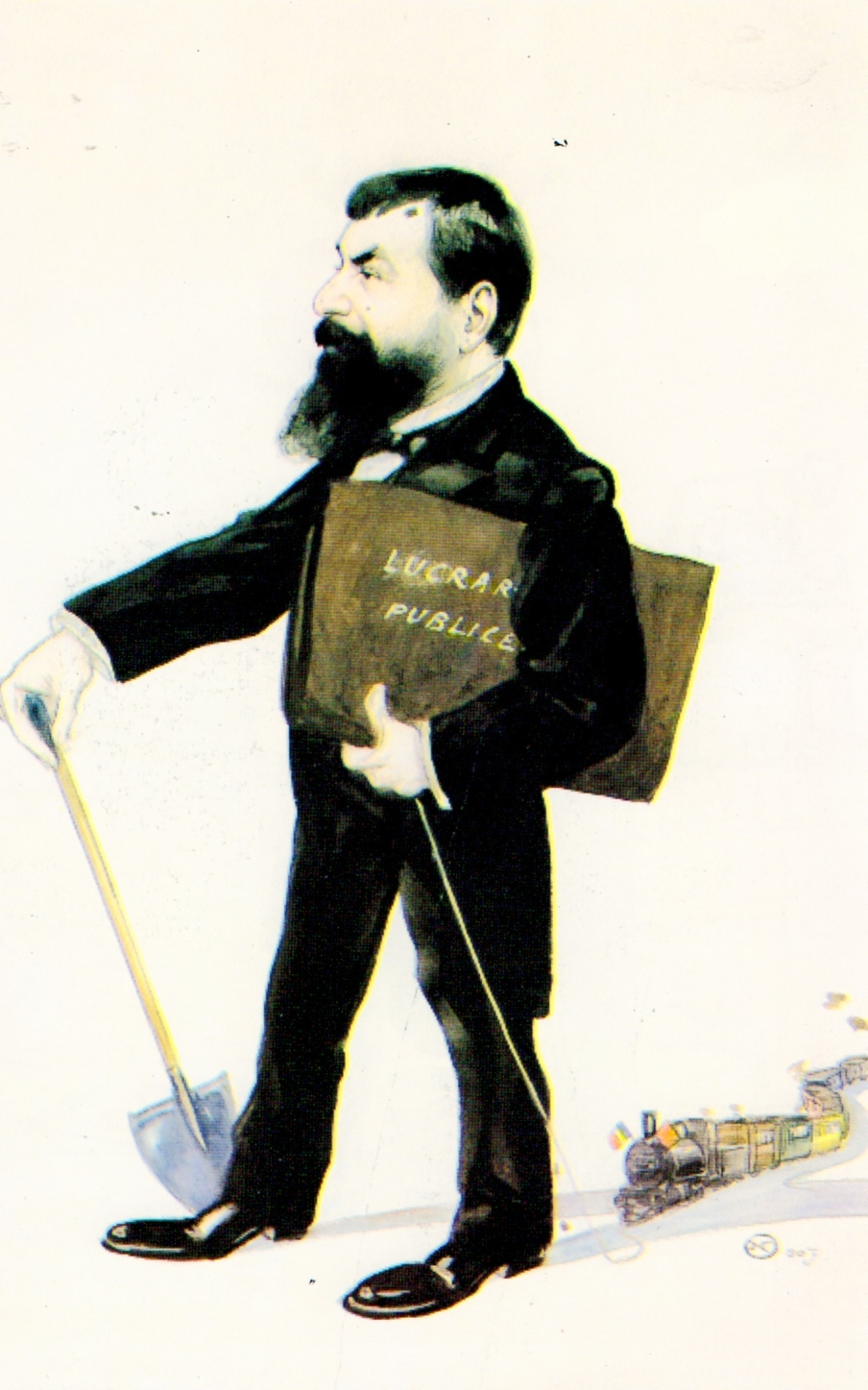
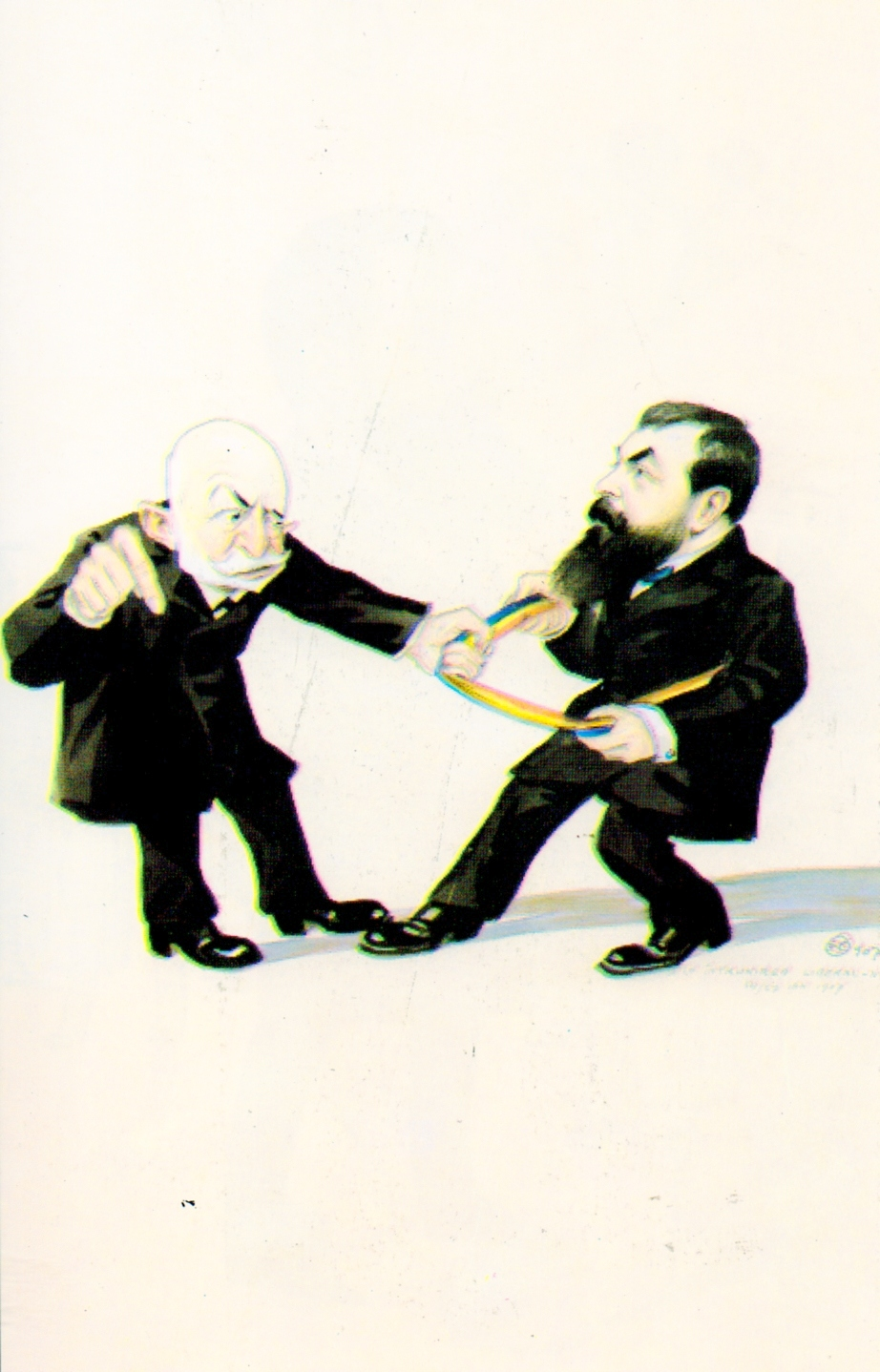

### Extrase
- *** - Amintiri literare despre vechea mișcare socialistă (1870—1900) (Ed. Minerva, București, 1975), p. 177-181, 597-602.
- *** - Bibliografia istorică a României. III. Secolul XIX (Tom. 5, Ed. Academiei R.S.R., București, 1974), p. 205.
- *** - Dicționarul literaturii române de la origini până la 1900 (Ed. Academiei R.S.R., București, 1979), p. 588-589.
- *** - Iașul în lupta revoluționară și democratică (Ed. Junimea, Iași, 1979), p. 21, 25, 33.
- *** - Istoria literaturii române. Vol. III (Ed. Academiei R.S.R., București, 1973), p. 156, 566, 569, 581, 951-952.
- *** - Junimea și junimiștii (Ed. Junimea, Iași, 1973), p. 32.
- *** - Literatura română. Dicționar cronologic (E.S.E., București, 1979), p. 152, 290.
- Savin Bratu și Zoe Dumitrescu - Contemporanul și vremea lui (E.S.P.L.A., București, 1959), p. 330-331.
- Virgil Brădățeanu - Istoria literaturii dramatice românești și a artei spectacolului (E.D.P., București, 1979), p. 62—63.
- Garabet Ibrăileanu - Scriitori români și străini. Vol.  I (EPL, București, 1968), p. 335-337.
- Ioan Masoff - Teatrul românesc. Vol. VII (Ed. Minerva, București, 1978), p. 498, 501, 520, 522, 548-549, 555.
- Z. Ornea - Curentul  cultural de la "Contemporanul" (Ed. Minerva, București, 1977), p. 166-167, 169.
- Ion Teodorescu și Izabela Sadoveanu - Amintiri (Ed. Eminescu, București, 1980), p. 119—120.
- O antologie a literaturii nemțene, Laurian Ante, Ed. Mușatinia, Roman, 2006, p. 190, ISBN 978-973-876-251-0

### Articole
- Matei Ionescu - Documente din arhiva V.G. Morțun (1907-1918). În "Studii. Revistă de istorie", an X, nr. 3/1957, p. 197-202.
- Nora Zizi Munteanu - 1888: Socialiștii români la tribuna Parlamentului. În "Magazin istoric", an III, nr. 6/iunie 1969, p. 80-85.
- Petre Oprea - Vasile G. Morțun, colecționar de artă. În "Revista muzicală", an V, nr. 5/1968, p. 401-402.
- Vasile M. Sassu - V.G. Morțun. În "România literară", an XII, nr. 29/19 iulie 1979, p. 19.